# Покупка ценных бумаг
Покупка ценных бумаг (длинная покупка или длинная позиция, также «игра на повышение») (англ. long buying) — приобретение ценных бумаг или валюты в расчёте на увеличение их стоимости.
Важнейшим видом валютных операций, на которые приходится бо́льшая часть валютных сделок, являются сделки спот.
Соответствует инвестиционной стратегии «купи и держи».

## Стратегии биржевой игры
Биржевых игроков принято называть быками или медведями в зависимости от того, какую стратегию они проводят.
Участников игры на повышение называют «быками», а играющих на понижение называют «медведями».